# Iglesia de Santo Tomás Apóstol (Margarita)
La iglesia de Santo Tomás Apóstol es un inmueble del concejo español de Margarita, en la provincia de Álava.

## Descripción
El edificio se encuentra en el concejo español de Margarita, en el municipio de Vitoria, perteneciente a la provincia de Álava, en la comunidad autónoma del País Vasco. Se menciona como iglesia parroquial del lugar en el undécimo volumen del Diccionario geográfico-estadístico-histórico de España y sus posesiones de Ultramar de Pascual Madoz, donde aparece descrita con las siguientes palabras: «igl. parr. (Sto. Tomás Apóstol) servida por 2 beneficiados, uno de ellos con título de cura, de presentacion del cabildo; cementerio contiguo á la igl.». Décadas después, ya en el siglo XX, Vicente Vera y López vuelve a reseñarla en el tomo de la Geografía general del País Vasco-Navarro dedicado a Álava de la siguiente manera: «Tiene una parroquia rural de segunda, dedicada á Santo Tomás, perteneciente al arciprestazgo de Armentia».